# Víctor Mollejo
Víctor Mollejo Carpintero (La Villa de Don Fadrique, 21 gennaio 2001) è un calciatore spagnolo, attaccante del Burgos.

## Biografia
Dell'età di 9 anni soffre di alopecia.

## Caratteristiche tecniche
Giocatore molto versatile, può essere impiegato in tutti i ruoli del reparto offensivo. Mancino di piede, dotato di un buon senso del gol e di ottimi tempi di inserimento, viene paragonato al connazionale Suso.

## Carriera
Cresciuto nel settore giovanile dell'Atlético Madrid, ha esordito in prima squadra il 19 gennaio 2019 disputando l'incontro della Liga vinto 3-0 contro l'Huesca. Si tratta del primo calciatore nato nel XXI secolo a esordire in partite ufficiali con l'Atlético Madrid.
Il 2 settembre 2019 viene ceduto in prestito annuale al Deportivo La Coruña, esordendo da titolare il 7 settembre in occasione della sconfitta interna per 0-1 contro l'Albacete.
Il 5 ottobre 2020 viene ceduto nuovamente in prestito, questa volta al Getafe.

## Statistiche

### Presenze e reti nei club
Statistiche aggiornate al 4 agosto 2025.
| Stagione                 | Squadra                  | Campionato               | Campionato | Campionato | Coppe nazionali | Coppe nazionali | Coppe nazionali | Coppe continentali | Coppe continentali | Coppe continentali | Altre coppe | Altre coppe | Altre coppe | Totale | Totale | Totale |
| Stagione                 | Squadra                  | Comp                     | Pres       | Reti       | Comp            | Pres            | Reti            | Comp               | Pres               | Reti               | Comp        | Pres        | Reti        | Pres   | Reti   |        |
| ------------------------ | ------------------------ | ------------------------ | ---------- | ---------- | --------------- | --------------- | --------------- | ------------------ | ------------------ | ------------------ | ----------- | ----------- | ----------- | ------ | ------ | ------ |
| 2018-2019                | Atlético Madrid B        | SDB                      | 28+2       | 6+0        | -               | -               | -               | -                  | -                  | -                  | -           | -           | -           | 30     | 6      |        |
| lug.-set. 2019           | Atlético Madrid B        | SDB                      | 1          | 0          | -               | -               | -               | -                  | -                  | -                  | -           | -           | -           | 1      | 0      |        |
| 2018-2019                | Atlético Madrid          | PD                       | 4          | 0          | CR              | 0               | 0               | UCL                | 0                  | 0                  | -           | -           | -           | 4      | 0      |        |
| 2019-2020                | Deportivo La Coruña      | SD                       | 36         | 6          | CR              | 2               | 0               | -                  | -                  | -                  | -           | -           | -           | 38     | 6      |        |
| ott. 2020-gen. 2021      | Getafe                   | PD                       | 4          | 0          | CR              | 0               | 0               | -                  | -                  | -                  | -           | -           | -           | 4      | 0      |        |
| gen.-giu. 2021           | Maiorca                  | PD                       | 10         | 2          | CR              | -               | -               | -                  | -                  | -                  | -           | -           | -           | 10     | 2      |        |
| 2021-2022                | Tenerife                 | SD                       | 37+4       | 3+0        | CR              | 2               | 1               | -                  | -                  | -                  | -           | -           | -           | 43     | 5      |        |
| 2022-2023                | Saragozza                | SD                       | 28         | 3          | CR              | 1               | 0               | -                  | -                  | -                  | -           | -           | -           | 29     | 3      |        |
| 2023-2024                | Saragozza                | SD                       | 31         | 4          | CR              | 1               | 1               | -                  | -                  | -                  | -           | -           | -           | 32     | 5      |        |
| Totale Saragozza         | Totale Saragozza         | Totale Saragozza         | 59         | 7          |                 | 2               | 1               |                    | -                  | -                  |             | -           | -           | 61     | 8      |        |
| 2024-2025                | Atlético Madrid B        | SDB                      | 11         | 3          | -               | -               | -               | -                  | -                  | -                  | -           | -           | -           | 11     | 3      |        |
| Totale Atlético Madrid B | Totale Atlético Madrid B | Totale Atlético Madrid B | 40+2       | 9+0        |                 | -               | -               |                    | -                  | -                  |             | -           | -           | 42     | 9      |        |
| 2025-2026                | Burgos                   | SD                       | -          | -          | CR              | -               | -               | -                  | -                  | -                  | -           | -           | -           | -      | -      |        |
| Totale carriera          | Totale carriera          | Totale carriera          | 196        | 27         |                 | 6               | 2               |                    | 0                  | 0                  |             | -           | -           | 202    | 29     |        |

## Palmarès

### Nazionale
- Campionato d'Europa Under-19: 1

Armenia 2019